# تسرکت

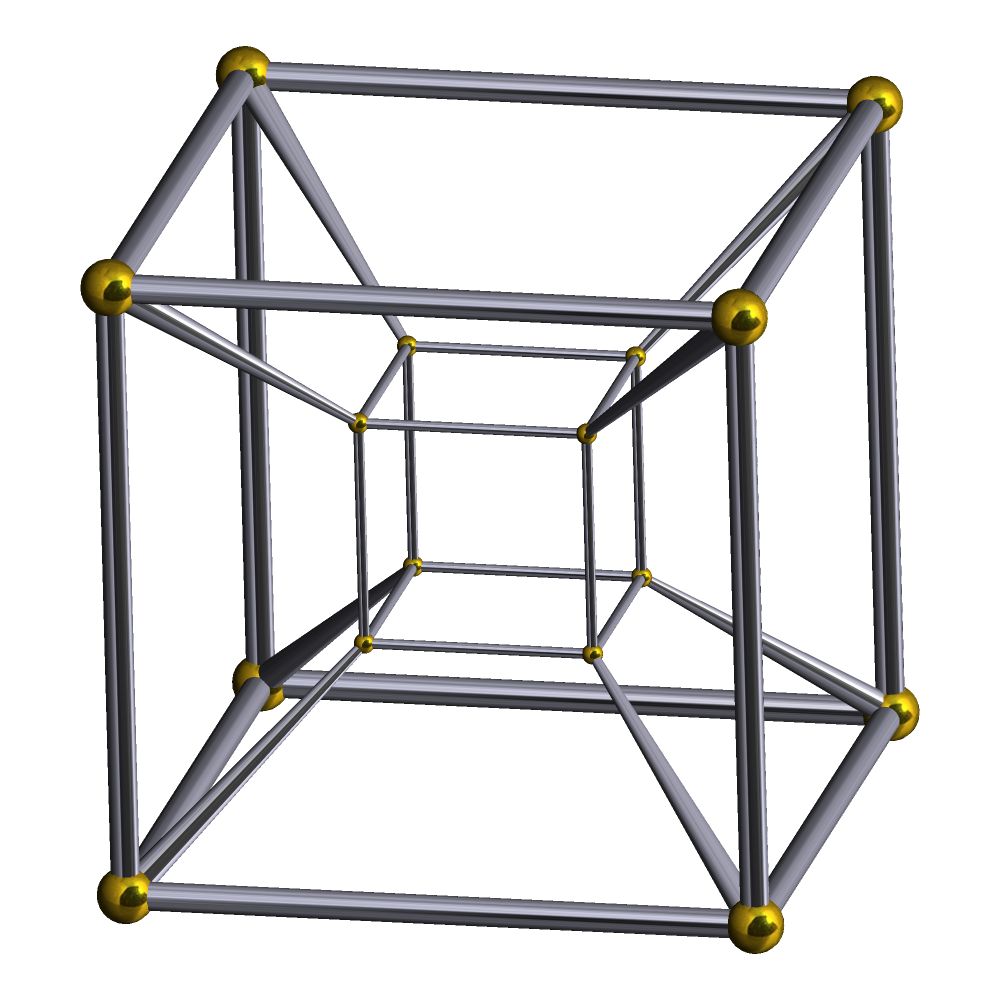
تصویر پرسپکتیو سه‌بعدی یک تسرکت

تسرکت بازشده

یک ساختار سه بعدی متشکل از ۸ مکعب (تسرکت)در حال چرخش می‌باشد.

در هندسه، به همتای چهاربعدی یک مکعب، تِسِرَکت گفته می‌شود، به عبارت دیگر تسرکت یک ابرمکعب چهاربعدی است.
حرکت در راستای بعد چهارم یک تسرکت، می‌تواند نماینده تغییر شکل کرانمند مکعب در جریان زمان باشد.

## ساختن تسرکت
نقطه‌ای را در نظر بگیرید. نقطه هیچ بعدی ندارد، از هر طرف به آن نگاه کنید یکسان به نظر می‌رسد.
حال نقطه را از طرفی بکِشید. اکنون یک خط به وجود می‌آید، خط طول دارد اما بعد دیگری ندارد (عرض و ارتفاع ندارد). خط را میتوان با دو نقطه ساخت.
سپس خط را که یک بعد (طول) دارد در یک فضای دو بعدی (صفحه) قرار دهید. حال می‌توانید خط را از طرفی گرفته، آن را بکشید و یک مربع تشکیل دهید. اگر دقت کنید می‌بینید که مربع شما نیز از چهار خط تشکیل شده‌است.
پس از آن مربع را وارد بعد سوم می‌کنیم و به آن ارتفاع می‌دهیم (مربع را از طرفی گرفته و آن را به سمت بالا می‌کشیم) و یک مکعب که از تعداد شش مربع تشکیل شده را می‌سازیم.
سپس مکعب را وارد فضای چهاربعدی می‌کنیم، از طرفی آن را گرفته و در جهت عمود بر ابعاد قبلی آن را می‌کشیم و یک تسرکت می‌سازیم که از هشت مکعب تشکیل شده‌است.

## تصور تسرکت
تصور یک تسرکت محال است زیرا دنیای ما سه بعدی است و ذهن ما تنها سه بعد را تشخیص می‌دهد ولی تسرکت یک جسم چهاربعدی است.ما تنها می‌توانیم سایه ای از یک تسرکت را تصور کنیم، درحقیقت در تسرکت همهٔ خطوط راست و هم‌اندازه هستند و همهٔ زوایا ۹۰ درجه می‌باشند.

## بازکردن تسرکت
از بازکردن مکعب شکلی دوبعدی به دست می‌آید (می‌توان آن را روی صفحه کشید) که از شش مربع تشکیل شده‌است، یک تسرکت باز شده نیز از هشت مکعب تشکیل شده و شکلی سه بعدی است.

## سایه
سایه هر جسم سه بعدی، دو بعدی است و سایه یک جسم چهار بعدی سه بعدی است.